# Selección femenina de rugby playa de Argentina
La selección de rugby playa de Argentina es el representativo de dicho país en las competencias internacionales oficiales de rugby desarrolladas en playa.

## Participación en copas

### Juegos Suramericanos
- Punta del Este y Montevideo 2009: 3º puesto
- Manta 2011: 3º puesto
- La Guaira 2014: 1º puesto
- Rosario 2019: 1º puesto
- Santa Marta 2023: 4º puesto

## Palmarés
- Juegos Suramericanos: 
  -  Medalla de oro: 2014, 2019
  -  Medalla de bronce: 2009, 2011

- Desafio Beach Rugby Brasil : 2018,[1] 2019,[2] 2022[3]